# Fanfare Piston
Pour les articles homonymes, voir Fanfare (homonymie).
La Fanfare Piston est une fanfare étudiante créée en 1967 à l'École centrale de Lyon.

## Histoire
La Fanfare Piston est créée en 1967, lorsque l'École centrale de Lyon s'installe sur le campus d'Écully. Le mot « Piston » vient du surnom des élèves de l'école à l'époque.

## Traditions
La Fanfare Piston joue principalement lors de fêtes de village et manifestations diverses, et se produit également dans les rues de Lyon tous les week-ends, le samedi vers Bellecour et le dimanche matin à la Croix-Rousse.
La fanfare organise tous les ans une tournée dans le Beaujolais, la TEB (acronyme de « Tournée En Beaujolais ») un samedi par an au mois d'octobre. Au printemps, elle part traditionnellement en tournée sur la côte d'Azur. 
En été, la Fanfare Piston part en tournée à l'étranger. Elle se rend notamment en Irlande en 2011, en Allemagne en 2019, ou encore aux États-Unis et au Benelux. En 2022, la fanfare se rend à nouveau en Irlande.